# Censo General de Territorios Nacionales de la Argentina
El Censo General de Territorios Nacionales de la Argentina son una serie de censos oficiales de población realizados por el gobierno argentino sobre los territorios bajo soberanía nacional. Son censos nacionales territorialmente parciales, ya que no incluyen provincias, únicamente territorios nacionales.
Se realizaron en tres oportunidades, 1905, 1912 y 1920 sobre los territorios que actualmente conforman las provincias de La Pampa, Neuquén, Río Negro, Chubut, Santa Cruz, Tierra del Fuego, Misiones, Formosa, Chaco y el Los Andes. El motivo es tener un seguimiento de los habitantes de los territorios para una futura provincialización.
En 1884 se sancionó la Ley de Territorios Nacionales n.º 1532, dividiendo los territorios nacionales en nueve gobernaciones, según dicha ley, indicaba claramente en su artículo 4º que "Cuando la población de una gobernación alcance a 60.000 habitantes, constatados por el censo general y los censos suplementarios sucesivos, tendrá derecho a ser declarada provincia argentina".

## Población por Territorios Nacionales
| Territorio        | Población Censo 1905 | Población Censo 1912 | Población Censo 1920 |
| ----------------- | -------------------- | -------------------- | -------------------- |
| Chaco             | 21 157               | 43 002               | 60 564               |
| Chubut            | 11 265               | 23 316               | 30 118               |
| Formosa           | 8 431                | 17 434               | 19 093               |
| La Pampa          | 41 377               | 88 683               | 122 535              |
| Los Andes         | 2 508                | 2 348                | 2 539                |
| Misiones          | 36 027               | 46 419               | 63 176               |
| Neuquén           | 24 231               | 27 474               | 29 784               |
| Río Negro         | 20 220               | 34 229               | 42 652               |
| Santa Cruz        | 3 992                | 8 192                | 17 925               |
| Tierra del Fuego  | 1 417                | 2 275                | 2 608                |
| Total territorios | 170 685              | 293 372              | 390 994              |